# گرو (تگزاس)
گرو، تگزاس(به انگلیسی: Grow, Texas) شهری در ایالت تگزاس از ایالات جنوبی ایالات متحده آمریکا است. در سرشماری سال ۲۰۰۰، جمعیت این شهر ۷۰ نفر اعلام شد.